# 成宗 (朝鮮王)
成宗（せいそう、ソンジョン、1457年8月19日 - 1495年1月20日）は、李氏朝鮮の第9代国王（在位：1469年11月28日(12月31日) - 1494年12月24日(1495年1月20日)）。諱は娎（けつ、ヒョル、혈）。諡は康靖仁文憲武欽聖恭孝大王。君号は乽山君（しゃさんくん、チャルサングン）。
第7代国王世祖の第1王子懿敬世子（桃源君、追尊して徳宗）の第2王子にして世祖の孫。母は昭恵王后韓氏（仁粋大妃）。前王睿宗は叔父にあたる。成宗は王道政治を貫き通した名君として知られており、士林派を積極的に登用したのも成宗の時代に入ってからである。

## 世祖～中宗の略系図
| 7世祖━ | ┳ | 懿敬世子（桃源君） | ━━ | 9成宗━ | ┳ | 10燕山君 |
|        | ┗ | 8睿宗              |    |        | ┗ | 11中宗   |

## 生涯
世祖の長男である懿敬世子（後に徳宗と追尊）と世子嬪韓氏（後の仁粋大妃）の次男として生まれた。幼い頃から聡明で度量が広く、祖父の世祖から太祖に似ていて気性と学識に優れているだろうという称賛を受けるほど、とても可愛がられたという。
世子であった父は、成宗の生後間もない1457年9月2日に病没。1461年、5歳の時に乽山君に封ぜられたが、1469年、懿敬世子の弟である海陽大君が睿宗として即位してわずか1年2ヶ月で死去すると、当時睿宗の息子は4歳と幼く、また兄の月山大君は病弱だったため、祖母・慈聖大妃の命によって第9代国王として即位した。
13歳で王位についたので、当初には慈聖大妃の垂簾聴政を受けた。当時有力な国王候補たちを皆追い抜いて韓明澮と慈聖大妃の意向によって王位に就いたので、摂政を受けた7年間の国政の全決定権は申叔舟、韓明澮などの元老大臣にあった。
しかし垂簾聴政を終わらせた1476年からは、元老大臣が国政の重要な決定に参加する院相制度を廃止して決裁権を取り戻し、1482年には廃妃尹氏を支持していた任士洪を筆頭とした功臣勢力を左遷させる一方、新進勢力を果敢に登用することで士林勢力の政治的基盤を作った。
成宗の治世は“文化の黄金期”と呼ばれるほど、世宗と世祖が成した政治的功績を土台に輝く文化政策を拡大させた時期であった。
1474年には『経国大典』を完成・頒布し、1492年には経国大典を補った『大典続録』と『東国輿地勝覧』、『東国通鑑』、『楽学軌範』など多様な書籍を編纂、刊行した。世祖代に廃止された集賢殿と似た役割を引き継いだ弘文館を設置する一方、文臣中、すぐれた才を持った人物を選んで家で読書するようにさせる賜暇読書（湖堂制度）を実施するなど文化的発展に貢献した。
また僧侶たちを厳しく統制して、大部分の寺院を閉鎖するなど崇儒抑仏政策を徹底的に実践した。対外的には鴨緑江周辺の女真族を追い出して、豆満江地域の女真族の巣窟を掃討、辺方を安定させた。
朝鮮時代初期の文物制度は成宗の代にほぼ完成され、民衆は建国以来最も太平聖代な歳月を迎えた。しかしこのような太平聖代は、成宗の治世後半に退廃的風潮を助長したりした。
在位期間25年の間始終善政を敷いた成宗は、1494年12月24日（旧暦）に38歳で薨去した。御陵は宣陵。

## 家系
- 祖父: 世祖
- 祖母: 貞熹王后尹氏
- 父: 懿敬世子 李暲
- 母: 昭恵王后/仁粋大妃韓氏
- 兄: 月山大君 李婷
- 姉: 明淑公主（朝鮮語版）

### 宗室
- 正室: 恭恵王后韓氏（1456年 - 1474年）- 上党府院君韓明澮の娘
  - 子女なし
- 継室: 廃妃尹氏/斉献王后（1455年 - 1482年）- 奉常寺判事尹起畎（朝鮮語版）の娘、廃位後賜死
  - 燕山君 李㦕（1476年 - 1506年）- 第10代国王（在位1494年 - 1506年、廃位）
  - 他、王子1名がいたが、生後3ヶ月で夭折。
- 継室: 貞顕王后尹氏（1462年 - 1530年）- 鈴原府院君尹壕（朝鮮語版）の娘
  - 順淑公主（朝鮮語版）（1478年 - 1488年）
  - 慎淑公主（朝鮮語版）（1481年 - 1486年）
  - 中宗 李懌（1488年 - 1544年）- 第11代国王（在位1506年 - 1544年）
  - 他、公主2名があったがいずれも夭折

- 後宮: 明嬪金氏（生没年不詳）
  - 茂山君 李悰（朝鮮語版）（1490年 - 1525年）
  - 徽淑翁主（朝鮮語版）（生没年不詳）- 任崇載室
  - 敬淑翁主（朝鮮語版）（1483年 - 没年不詳）- 閔子芳室
  - 徽静翁主（朝鮮語版）（生没年不詳）- 南燮元室
  - 他、王子2名翁主1名を挙げたがいずれも夭折
- 後宮: 貴人鄭氏（生年不詳 - 1504年）- 鄭仁石の娘、燕山君に殺害される
  - 安陽君 李㤚（朝鮮語版）（1480年 - 1505年）
  - 鳳安君 李㦀（朝鮮語版）（1482年 - 1505年）
  - 静恵翁主（朝鮮語版）（1490年 - 1507年）- 韓紀正室
- 後宮: 貴人嚴氏（生年不詳 - 1504年）- 嚴山寿の娘、燕山君に殺害される
  - 恭慎翁主（朝鮮語版）（1481年 - 1549年）- 韓景琛正室

- 後宮: 貴人権氏（朝鮮語版）（1471年 - 1500年）
  - 全城君 李忭（朝鮮語版）（1490年 - 1505年）
- 後宮: 貴人南氏（生没年不詳）- 南炘の娘
- 後宮: 昭儀李氏（生没年不詳）[3]
- 後宮: 淑儀河氏（朝鮮語版）（生没年不詳）
  - 桂城君 李恂（朝鮮語版）（1478年 - 1504年）
- 後宮: 淑儀洪氏（朝鮮語版）（1457年 - 1510年）- 洪逸童（朝鮮語版）の娘
  - 恵淑翁主（朝鮮語版）（1478年 - 没年不詳）- 申沆正室
  - 完原君 李𢢝（朝鮮語版）（1480年 - 1509年）
  - 檜山君 李恬（朝鮮語版）（1481年 - 1512年）
  - 甄城君 李惇（1482年 - 1507年）
  - 静順翁主（朝鮮語版）（生年不詳 - 1506年）- 鄭元俊正室
  - 益陽君 李懐（朝鮮語版）（1488年 - 1552年）
  - 景明君 李忱（1489年 - 1526年）
  - 雲川君 李𪬦（朝鮮語版）（1490年 - 1524年）
  - 楊原君 李憘（朝鮮語版）（1492年 - 1551年）
  - 静淑翁主（朝鮮語版）（1492年 - 1573年）- 尹燮正室
- 後宮: 淑容沈氏（朝鮮語版）（1465年 - 1515年）
  - 利城君 李慣（朝鮮語版）（1489年 - 1552年）
  - 寧山君 李恮（朝鮮語版）（1490年 - 1538年）
  - 慶順翁主（朝鮮語版）（1482年 - 没年不詳）
  - 淑恵翁主（朝鮮語版）（1486年 - 没年不詳）
- 後宮: 淑容権氏（朝鮮語版）（生没年不詳）
  - 慶徽翁主（朝鮮語版）（生年不詳 - 1524年）
- 生母不明
  - 李孝信（1475年生、同年薨去）

## 成宗が登場する作品
映画
- 『於宇同（朝鮮語版）』（1985年、配役: ユン・スノン（朝鮮語版））
- 『燕山日記（朝鮮語版）』（1988年、配役: ユン・ヤンハ（朝鮮語版））
- 『於于同〜朝鮮宮廷スキャンダル〜（朝鮮語版）』（2015年、配役: ユ・ジャンヨン（朝鮮語版））

テレビドラマ
- 『思母曲』（TBC、1972年、日本未公開、配役: イ・ムグォン（朝鮮語版））
- 『朝鮮王朝五百年 雪中梅』（MBC、1984年 - 1985年、日本未公開、配役: キル・ヨンウ（朝鮮語版））
- 『韓明澮 〜朝鮮王朝を導いた天才策士〜』（KBS、1994年、配役: パク・チンソン（朝鮮語版））
- 『王妃チャン・ノクス -宮廷の陰謀-』（KBS、1995年、配役: ヒョン・ソク（朝鮮語版））
- 『王と妃』（KBS、1998年 - 2000年、配役: イ・ジヌ（朝鮮語版））
- 『王と私』（SBS、2007年、配役: コ・ジュウォン）
- 『インス大妃』（JTBC、2011年、配役: ペク・ソンヒョン）
- 『逆賊-民の英雄ホン・ギルドン-』（MBC、2017年、配役: チェ・ムソン（朝鮮語版））
- 『七日の王妃』（KBS、2017年、配役: キム・ジョンハク）